# Carlo Fioroni
Carlo Fioroni (Cittiglio, 18 giugno 1943) è un ex terrorista italiano, dell'area della sinistra extraparlamentare; è stato il primo dei terroristi "pentiti" a godere degli sconti di pena.

## Biografia
Carlo Fioroni dopo la laurea in lettere diventò insegnante a Settala. Soprannominato nell'area della sinistra extraparlamentare "il professorino", dopo essere stato iscritto alla FGCI nel 1969 aderisce al gruppo di Potere Operaio di Milano, e nel 1971 per conto di Potere Operaio inizia a tenere i contatti con Giangiacomo Feltrinelli che stava organizzando i GAP e diventa responsabile, assieme ad Emilio Vesce sul piano militare della struttura Lavoro Illegale. Con questo incarico organizza la preparazione di una notevole quantità di bottiglie molotov nell'appartamento di via Galilei a Milano da utilizzarsi per azioni di guerriglia urbana in occasione della manifestazione per l'anniversario della strage di piazza Fontana indetta dalle forze della sinistra extraparlamentare nonostante il divieto ricevuto dalle autorità; questo progetto è bloccato dall'arresto di attivisti di POTOP con 250 bottiglie molotov da parte delle forze dell'ordine.

### Morte di Feltrinelli e latitanza in Svizzera
Il 14 marzo 1972 Feltrinelli morì mentre preparava un attentato su traliccio a Segrate. Il furgone con cui era arrivato nel luogo dove trovò la morte riportava un tagliando di assicurazione intestato a Fioroni: per questo motivo Fioroni fu coinvolto nelle indagini e arrestato per tre giorni, venendo quindi rilasciato, e Fioroni si rifugiò prima nella casa del suo amico Carlo Saronio, membro di una ricca famiglia di industriali, e quindi si rifugiò in Svizzera per sfuggire ad un ordine di cattura per possesso di documenti falsi, per poi ritornare in Italia alla fine del 1974 una volta prosciolto da questa accusa. Durante questa latitanza in Svizzera, con un incontro organizzato da Oreste Scalzone, rilascia un'intervista a Mario Scialoja, pubblicata sull'Espresso il 2 aprile 1972, in cui afferma di esser sempre parte di Potere Operaio, ma di non esserne più parte attiva per ragioni di salute.

### Sequestro Saronio
Il 14 aprile 1975 Saronio fu rapito, in una operazione concepita da Fioroni, per ottenere riscatto con cui finanziare il Fronte Armato Rivoluzionario Operaio. Per eseguire il sequestro vennero arruolati delinquenti comuni, ma Saronio morì durante il rapimento; nonostante ciò i suoi rapitori riuscirono a farsi pagare una quota del riscatto richiesto. Fioroni venne arrestato il 16 maggio 1975 in Svizzera mentre cercava di riciclare a Lugano 67 dei 470 milioni di lire del riscatto pagato.
Fioroni fu quindi accusato dell'omicidio di Saronio e successivamente nel corso dell'indagine diverrà il primo dei terroristi "pentiti".
Dopo il suo arresto le autorità italiane ne chiesero l'estradizione, assieme a quelle di altri due arrestati Cazzaniga e Prampolini, coinvolti nel crimine, per concorso nel reato di sequestro di persona a scopo di rapina o estorsione ai danni di Carlo Saronio a cui poi fu aggiunta, soltanto per Fioroni, la domanda di estradizione per il reato di partecipazione a banda armata e associazione sovversiva, estradizione a cui gli accusati si opposero. 
Il tribunale svizzero, il 12 dicembre 1975, concesse l'estradizione dei tre accusati soltanto per l'imputazione di concorso nel sequestro di persona a scopo di rapina o estorsione, negando quella per partecipazione a bande armate e ad associazioni sovversive imputata a Fioroni.

### Pentito
Nel dicembre 1979 inizia la sua deposizione, ai giudici che operavano nel Processo 7 aprile, che sembra dar sostanza al cosiddetto "teorema Calogero" secondo il quale tutto il terrorismo italiano di sinistra era riconducibile a Potere Operaio e alla sua organizzazione.
Il 29 dicembre 1979 il quotidiano Avvenire pubblicò la sua notizia della sua decisione di collaborare con le indagini sui brigatisti, accompagnandola con questa sua motivazione "È una scelta che ritengo non solo mia, altri mi seguiranno. Mi sono deciso a vuotare il sacco per essermi venuto a trovare in una condizione morale insostenibile; da una parte le convinzioni profonde cui approdava la mia autocritica e, più in generale, il ripensamento di tutta la mia vita; dall'altra l’impossibilità di coprire, se non in una posizione di complicità, non importa se passiva - anche il silenzio è complice - non più compagni che sbagliano, ma delinquenti politici che operano nel più cinico disprezzo della vita umana nel quadro di ideologie che nulla hanno a che spartire con la tradizione del movimento operaio".
Il suo racconto fornito ai giudici della sua militanza in Potere Operaio occupa almeno 270 cartelle e include anche sue ipotesi su responsabilità di altri esponenti dell'area della sinistra extraparlamentare in vicende su cui la magistratura stava indagando, per esempio ipotizza la responsabilità di Toni Negri nell'uccisione di Alceste Campanile. Condannato a 27 anni di reclusione per l'omicidio di Saronio, poi ridotti a 10 dalla corte d'appello milanese nel processo di aprile 1981, sarà infine scarcerato il 14 febbraio del 1982 dopo aver scontato sette anni di carcere, con gli ultimi 3 anni di pena condonati, senza aver mai ripetuto le sue confessioni come testimone nell'aula di tribunale e rifiutando confronti con coloro che ha denunciato. La sua liberazione dal carcere di Matera fu così commentata da Fabrizio Ravelli sulle pagine di Repubblica: "Fioroni torna libero con un provvedimento che ha il peso di un segnale lanciato per la generazione dei pentiti. Difficilmente si risentirà parlare di lui. Lascia le quattro celle adattate ad appartamento nel braccio speciale di Matera e comincia un’esistenza da “braccato”. Nessuno ne parla, ma è più che probabile che gli verranno forniti i mezzi per sfuggire alla caccia spietata che da oggi in poi il partito armato gli darà.
Nel 1983 espatria spostandosi in Francia utilizzando un passaporto le cui modalità di rilascio con un sospetto di aiuto da parte delle autorità governative italiane non sono completamente chiarite.
Rientrato in Italia da Lilla, il 12 gennaio 1987 parlò come testimone durante lo svolgimento del processo Metropoli, con principali imputati Lanfranco Pace e Franco Piperno. In questa occasione fornì alcuni dettagli sul suo passato da terrorista: avrebbe conosciuto Giangiacomo Feltrinelli in un incontro organizzato da Scalzone affinché potesse fungere da agente di collegamento fra l'editore e il vertice di Potere Operaio per la creazione di una struttura clandestina di tipo bolscevico, inoltre menzionò veloci contatti con Renato Curcio e Pace.